# 1961 dans l'océan Pacifique
Cet article présente les faits marquants de l'année 1961 dans l'océan Pacifique.

## Évènements
- 9 mars : lancement du projet Mohole de percer la croûte terrestre sous les océans. Des essais sont menés dans le Pacifique, au large de la Basse-Californie, par le navire expérimental Cuss 1 qui réussit à forer jusqu'à 183 mètres dans 3 566 mètres de fond[1],[2].